# Anze (Linfen)
Anze (安泽县,  Ānzé Xiàn) ist ein chinesischer Kreis der bezirksfreien Stadt Linfen in der Provinz Shanxi. Er hat eine Fläche von 1.967 km² und zählt 75.574 Einwohner (Stand: Zensus 2020). Sein Hauptort ist die Großgemeinde Fucheng (府城镇).

## Gemeindestruktur
Auf Gemeindeebene setzt sich der Kreis aus vier Großgemeinden und drei Gemeinden zusammen. Diese sind:
- Großgemeinde Fucheng 府城镇
- Großgemeinde Hechuan 和川镇
- Großgemeinde Tangcheng 唐城镇
- Großgemeinde Jishi 冀氏镇

- Gemeinde Mabi 马必乡
- Gemeinde Shecun 杜村乡
- Gemeinde Liangma 良马乡